# 扬·波维希尔
扬·波维希尔（捷克語：Jan Povýšil，1982年4月11日—），捷克男子游泳运动员。他曾代表捷克参加2000年、2004年、2008年、2012年和2016年夏季残疾人奥林匹克运动会游泳比赛，获得五枚铜牌。